# Braian Salvareschi
Braian Javier Salvareschi (Olavarría, Argentina, 13 de abril de 1999) es un futbolista argentino. Juega de defensor y su equipo actual es The Strongest de la Primera División de Bolivia.

## Trayectoria
Tras comenzar su carrera en El Fortín de Olavarría, en 2014 llegó a las divisiones inferiores de Sarmiento de Junín. Fue citado al primer equipo por Gabriel Schürrer para un partido de Copa Argentina, no llegando a debutar. En 2017 fue cedido a River Plate, donde estuvo dos años alternando con la reserva. En enero de 2019, regresó a Sarmiento, donde debutó con la camiseta de El verde el 17 de agosto de 2019, con ocasión del partido válido por la Primera B Nacional ante Santamarina en un empate 0-0.
Tras ser protagonista de la campaña de ascenso del conjunto verde en enero de 2021, las campañas siguientes no fue tenido en cuenta por el conjunto verde, por lo que se desvinculó para luego firmar contrato con Barracas Central.
En enero de 2023 fue anunciado como nuevo jugador de Godoy Cruz, donde jugó 19 partidos.
En febrero de 2025 fue cedido a préstamo al San Antonio Bulo Bulo de Bolivia, equipo que participó de la Copa Libertadores 2025. En el equipo santo disputó 5 encuentros, todos por la Copa Libertadores.
El 19 de julio de 2025 fue presentado como nuevo jugador del The Strongest de Bolivia. Fue cedido a préstamo por un año con opción a compra.

## Clubes
| Club               | País      | Año               |
| ------------------ | --------- | ----------------- |
| Sarmiento de Junín | Argentina | 2019 - 2022       |
| Barracas Central   | Argentina | 2022              |
| Godoy Cruz         | Argentina | 2023 - 2025       |
| San Antonio        | Bolivia   | 2025              |
| The Strongest      | Bolivia   | 2025 - Actualidad |